# Rufina de Orma
Rufina de Orma, también conocida como Rufina de Orma de Rebollo (Buenos Aires, 11 de junio de 1803 - Buenos Aires, 13 de mayo de 1872), fue una patriota argentina que actuó en la sociedad porteña al servicio de la revolución de Mayo y en los primeros años del movimiento emancipador. Es considerada una de las Patricias Argentinas.

## Biografía
Nació en Buenos Aires el día 11 de junio de 1803, su padre era un español llamado Francisco Mariano de Orma y su madre María de los Ángeles del Rincón y O'Doggan. La familia se estableció en Buenos Aires, en ese entonces capital del Virreinato del Río de la Plata a fines del siglo xviii. A pesar de su nacionalidad, se sumó a la revolución de Mayo, participando activamente en la misma. A su vez, su padre fue de las primeras personas que obtuvo la carta de ciudadanía de la nueva nacionalidad.
Ella fue una decidida patriota y desde muy joven colaboró en la adquisición de uniformes y armas para las fuerzas revolucionarias. Lo refleja una carta reproducida en la Gazeta del 26 de junio de 1812, firmada por ella junto a Tomasa de la Quintana, María de los Remedios de Escalada, Nieves de Escalada, María de la Quintana, María Eugenia de Escalada, Ramona Esquivel y Aldao, María Sánchez de Thompson, Petrona Cordero, Isabel Calvimontes de Agrelo, María de la Encarnación Andonaegui, Magdalena Castro, Ángela Castelli de Igarzábal y Carmen Quintanilla de Alvear. El 26 de junio de 1812 el Triunvirato aceptó el donativo rindiendo "las más expresivas gracias á nombre de la patria". publicándose en la Gazeta de Buenos Ayres.

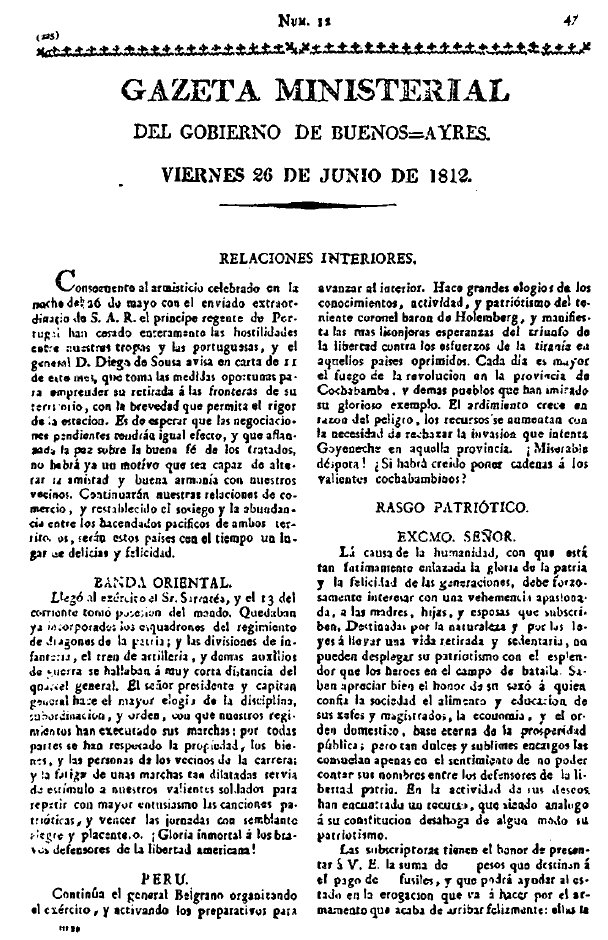
Publicación de la suscripción en la Gazeta

Rufina de Orma se casó en octubre de 1820, a los diecisiete años de edad, con Tomas Rebollo, un militar oriental quien se casó en segundas nupcias. Rufina acompañó a Tomas en su vida militar, incluso fuera del país, cuando participó en Montevideo durante la guerra civil; o momentos en que estuvo preso. La pareja tuvo cuatro hijos, León e Ireneo, que se casan luego con dos hijas, llamadas Margarita y Rosa, del general José María Paz, dando origen al doble apellido Rebollo Paz. Otros dos hijos son: Mariano, que sería sacerdote, y Tomas Rebollo (h), quien se casó con Carmen Pombo.
Su marido, Tomas Rebollo falleció el 1 de julio de 1864, ello lo seguiría unos años más tarde, ya que murió en Buenos Aires el 13 de mayo de 1872.